# Tommasino da Baiso
Tommasino da Baiso (* im 14. Jahrhundert; † 1423) war ein italienischer Holzschnitzer.

## Leben und Wirken
Tommasino da Baiso wurde als Sohn des Holzschnitzers Giovanni da Baiso geboren, seine Söhne waren die Holzschnschnitzer Alberto und Arduino da Baiso.
1390 wird er erstmals urkundlich erwähnt, wohnhaft in Modena, verpflichtete er sich, dem Abt von San Bartolo bei Ferrara zwei Nußbaumschränke und Bänke zu liefern. 1405/06 arbeitet er am Chorgestühl der Kirche Santa Maria dei Servi in Ferrara (1598 zerstört). 1408 arbeitete er mit Jacopo della Quercia an dessen "Madonna della Melograna" für die Familienkapelle der Silvestri in der Kathedrale von Ferrara. Ab 1415 schuf er das Kreuz für die Kanzel des Domes von Bologna, dabei half ihm sein Sohn Arduino. Das Kreuz kam 1570 in die Kapelle S. Ambrogio und ging später verloren. Er begann das Chorgestühl von San Francesco in Ferrara, dass dann 1428 bis 1431 von seinen beiden Söhnen vollendet wurde.